# Алан Скотт
Алан Скотт — супергерой всесвіту DC Comics. Перший супергерой, який мав псевдонім Зелений ліхтар. Персонаж був створений Мартіном Ноделлом і Біллом Фінгер в 1940 році. У липні 1940 року персонаж дебютував на сторінках випуску All-American Comics #16.
Алан Скотт мав костюм з символікою міфів Давньої Греції, і боровся зі злом за допомогою магічного кільця, що надає йому найрізноманітніші надлюдські можливості, включаючи політ, довголіття, створення конструкції з «твердої енергії» і багато іншого. Персонаж з'являвся в різних серіях коміксів, кілька разів відроджувався на прохання багатьох фанатів. Він був одним з тих персонажів, які стали членами-засновниками Товариства Справедливості Америки.

## Історія публікацій
Оригінальний образ Зеленого Ліхтаря був створений американським художником Мартіном Ноделлом. Ноделл згадав, що створив цей образ, побачивши кондуктора із зеленим залізничним ліхтарем в опері циклу Ріхарда Вагнера «Кільце Нібелунгів». Після перегляду опери у Ноделла з'явилася ідея створити супергероя, який би володів різними магічними силами, використовував їх за допомогою кільця, а також мав при собі ліхтар, за допомогою якого заряджав би це кільце. Художник хотів, щоб у персонажа був яскравий і цікавий костюм, в основі якого лежали б елементи грецької міфології. В одному інтерв'ю Ноделл згадував:
Після того, як я представив концепцію персонажа, я чекав більше ніж тиждень перш ніж мене запросили прийти. Мене супроводжували в офіс містера Макса Гейнса, видавця, і після довгого сидіння і перегортання сторінок моєї презентації, він, нарешті, сказав «Він нам подобається! ». А потім: «Можеш починати роботу!». Я зробив п'ять сторінок з восьми положеннях перш ніж вони запросили мене співпрацювати з Біллом Фінгером. З ним ми разом пропрацювали сім років [до 1947 року].
Ім'я «Алан Скотт» Ноделл вибрав, переглядаючи телефонний довідник Нью-Йорка до тих пір, поки не вибрав два найбільш вподобаних імені.
У липні 1940 року вийшов випуск All-American Comics #16, на сторінках якого вперше дебютував Алан Скотт; у випуску він боровся зі злочинністю, використовуючи псевдонім «Зелений ліхтар». Взимку 1940 він з'явився на сторінках випуску All-Star Comics #3 як член Товариства Справедливості Америки. Він став другим головою команди у випуску #7, але згодом на кілька років він залишив цю посаду, залишившись, проте, одним з основних персонажів. Як правило, вороги Алана Скотта були звичайними людьми, але іноді зустрічалися і надприродні — як-от безсмертного Варвара Севіджа або зомбі Соломона Ґранді. Персонаж став досить популярним і в тому ж році керівництво DC Comics вирішило дати йому власну серію коміксів. Більшість подій серії коміксів про Зеленого Ліхтаря Алана Скотті відбувалися в Нью-Йорку.
У 1941 році на сторінках коміксів з'явився напарник Алана Скотта, бруклінський таксист Дойбі Діклз. Дойбі не був особливо популярний серед читачів і через рік його було вирішено вивести з сюжету. У 1948 році в Алана Скотта з'явився інший напарник — собака Стрік. Стрік був популярним серед читачів і навіть отримав свою власну серію коміксів.
Після закінчення Другої світової війни популярність супергероїв різко пішла на спад. Серія коміксів про Зеленого Ліхтаря була скасована в 1949 році, після виходу 38-го випуску, і All-American Comics відмовилися від супергеройської теми на користь історій у вестернівському стилі. Остання поява Алана Скотта версії Золотого століття коміксів відбулася в 1951 році, на сторінках випуску All-Star Comics #57. Комікси про цього персонажа виходили протягом майже 12 років. Попри це, навіть після відродження, Алан Скотт більше не з'являвся як персонаж своєї власної серії коміксів.
У 1959 році редактору DC Comics Юліусу Шварцу було доручено відродити деяких старих супергероїв у новому вигляді. Новий Зелений Ліхтар, Хел Джордан, став науково-фантастичним персонажем, а не персонажем з магічними силами. Ця версія Зеленого Ліхтаря, уповноважена іншопланетними істотами, мала охороняти різні світи як міжзоряний поліціянт і мала багато своїх власних космічних пригод. Сили та здібності Хела Джордана були практично ідентичні таким, як в Алана Скотта, проте цих персонажів крім цього нічого не пов'язувало — у всесвіті Хела Джордана ніколи не існувало супергероя, на ім'я Алан Скотт. Популярність Хела Джордана була високою, але й у старого Зеленого Ліхтаря все ще залишалися віддані фанати. У 1963 році Алан Скотт з'явився як другорядний персонаж на сторінках випуску The Flash #137. Щоб уникнути розбіжностей з більш ранніми історіями про Хела Джордана (згідно з якими Алан Скотт не існує в цьому всесвіті), творці зробили Алана Скотта жителем паралельного всесвіті. Протягом 1970—1980-х років Алан Скотт кілька разів з'являвся на сторінках коміксів про персонажів Срібного століття після використання різних магічних або технологічних пристосувань. У 1976 році Алан Скотт неодноразово з'являвся серед інших членів Товариства Справедливості Америки на сторінках відродженої серії коміксів All-Star Comics і пізнішої серії Adventure Comics; події обох серій відбувалися в 1970-х роках. У 1981 році DC Comics стали випускати серію коміксів All-Star Squadron, сюжет якої розповідає про те, як Алан Скотт і Товариство Справедливості Америки беруть участь у Другій світовій війні.
У 1986 році редакторами DC Comics було прийнято рішення об'єднати всіх створених ними персонажів в одному єдиному всесвіті; в результаті цього рішення була випущена обмежена серія коміксів «Криза на нескінченних Землях». За підсумками подій Кризи Алан Скотт і Хел Джордан розділили один всесвіт. DC Comics вирішили показати історію персонажа й інших членів Товариства Справедливості Америки у вигляді ван-шота Last Days of the Justice Society, згідно з яким Алан Скотт виявився в пастці в іншому вимірі. У 1990-х роках на прохання шанувальників Алана Скотта його повернули на сторінки своїх коміксів. Замість того, щоб знову уявити Алана Скотта молодим супергероєм, як це сталося з Бетменом і Суперменом, DC Comics показали його ветераном Другої світової війни, який через вплив кільця живе довше, ніж звичайна людина. Щоб відрізняти Алана Скотта від Хела Джордана, персонаж на деякий час отримав псевдонім «Сентинель» і, замість того, щоб використовувати кільце, він створював «тверду енергію». У 2003 році у випуску JSA #50 його образ повернувся до класичного (з кільцем і колишнім псевдонімом), проте зберігши незалежність від члена Корпусу Зелених Ліхтарів Хела Джордана. Він був постійним персонажем на шпальтах серій коміксів JSA і Justice Society of America.
У 2011 році редакторами знову було прийнято рішення переглянути всіх створених персонажів. В результаті перезавантаження Всесвіту DC Алан Скотт і Хел Джордан знову стали існувати в паралельних всесвітах. Нова версія Алана Скотта була представлена у вигляді молодого і сильного супергероя. У такому образі Алан Скотт з'явився в 2012 році, на сторінках випуску Earth 2 #3. Згідно з цим випуском костюм був повністю перепроєктований: творці відмовилися від плаща, колір змінили на повністю зелений, а поверхня костюму стала гладкою.

## Біографія

### Золоте і Срібне століття

#### Набуття сил
Походження сил Алана Скотта пояснюється метеороїдом, який впав в Китаї за тисячі років до його народження і мав якесь містичне «зелене полум'я». Це «полум'я» передбачило, що ним буде дарована смерть, життя і сила. Згідно з подальшими подіями, один виробник ламп викував з речовини метеороїда лампу, проте жителі його села вважали це блюзнірством, напали на майстра і загинули під час вибуху зеленого вогню. Після цього лампа з метеороїда потрапила в руки пацієнта клініки для душевнохворих, який перекував лампу в знайомий Алану Скотту ліхтар, після чого вилікувався від своєї хвороби та почав нове життя. Зрештою ліхтар потрапляє до Алана Скотта, молодому залізничному інженеру. Після того, як Алан практично гине при обваленні залізничного моста, ліхтар дає йому інструкції про те, як створити кільце влади, і Алан отримує силу для боротьби з тими, через кого завалився міст зокрема, і з усіма злочинцями в цілому. Алан надягає різнокольоровий костюм, що має червоний, жовтий, фіолетовий і коричневий кольори, що відрізняє його від його наступників, які одягали лише зелені кольори.
Алан Скотт є членом-засновником Товариства Справедливості Америки і його другим головою. Він мав найрізноманітніші можливості (польоти, захист від металу, гіпноз, детектор брехні, здатність проходити крізь стіни, «рухаючись через четвертий вимір», та інше) в тому числі й ті, які потім пов'язували із Зеленим ліхтарем Срібного століття, Хелом Джорданом. Однак, як з'ясувалося, його сили мають слабкість до предметів, зроблених з дерева, і речам, які мають рослинне походження.
Протягом 1940-х років історії про Зеленого Ліхтаря Алана Скотта варіювалися від серйозних пригод, особливо з появою Соломона Ґранді, його заклятого ворога, до легкої комедії, часто пов'язаної з його новим помічником, Дойбі Діклзом.

#### Суспільство Справедливості Америки
Про ранню діяльності Алана Скотта в основному повідомляється за допомогою флешбеків. Згідно All-Star Squadron Annual #3, Алан Скотт і суспільство Справедливості боролися з якимсь Яном Каркулом який наповнив їх енергією, що уповільнила старіння всіх членів ТСА. Даний факт пояснював те, яким чином супергерої і їхні сім'ї залишалися сильними навіть до кінця XX століття. Ця ж подія також змусила Скотта тимчасово покинути ТСА, що б пояснило його зникнення на деякий час.
У 1951 році Скотт знову повернувся до Товариства, як раз, коли команда перебувала під слідством Комісії представників конгресу з розслідування антиамериканської діяльності (англ. Joint Congressional Un-American Activities Committee, орган, заснований на справжній Комісії з розслідування антиамериканської діяльності) за звинуваченням у комуністичних поглядах. Від супергероїв лише потрібно розкрити свої особистості, але всі члени спілки відмовилися це робити та незабаром залишили супергеройську діяльність.
Спілка, зі Скоттом як членом, була реорганізована в 1960-х, але про їхні пригоди відомо мало, в основному про них розповідалося в кросоверах Товариства Справедливості Америки та Ліги Справедливості, а також у вигляді спільних пригод Алана Скотта і Хела Джордана.

#### Діти
Відносно особистого життя Алана Скотта було показано, що він одружився з колишньою злочинницею з роздвоєнням особистості, відомої як Роза і Шип. Алан мав сина і дочку, які стали супергероями Обсидіаном і Джейд відповідно.
Пізніше Алан Скотт одружився зі своїм колишнім ворогом, злочинницею Моллі Мейн, також відомої як Арлекін, яка примирилася з сином і дочкою.

### Післякризова біографія
Після «Кризи на нескінченних Землях», що вийшла в 1986 році, Товариство Справедливості та Ліга Справедливості розділили один загальний всесвіт. Як наслідок цього, творці вирішили в тому ж році випустити ван-шот The Last Days of the Justice Society of America Special, в якому б пояснювалася доля Алана Скотта та інших членів ТСА в цьому загальному всесвіту. Згідно з сюжетом ван-шота, секретний проєкт Німеччини під особистим керівництвом Адольфа Гітлера викликав хвилю руйнувань, що пройшла по всій землі. Алан та інші супергерої його епохи, лише недавно, ще в період існування Землі-Два, поховавши Робіна і Мисливицю, ідуть в лімбо, щоб боротися з Рагнароком, що вічно повторюється.

#### Повернення
Через деякий час, завдяки діям Вейврайдера, команда разом з Аланом залишає лімбо, щоб повернутися на посткризову Землю, яку вони намагалися врятувати. Їхня історія продовжилася в серії коміксів Justice Society of America, випуски якої виходили з 1992-го по 1993-й рік. У випуску показувалося, як члени ТСА виживали в новому для них світі, а також як вони боролися з новим втіленням Ультра-Гуманайта, Полем Сент-Германом і чарівником Кулаком. Скотт повертається до дружини і дітей; згідно з його словами в Justice Society of America #1, Моллі «витончено справляється зі справами в компанії...», а Джейд і Обсидіан «... задовольняються виконанням своїх особистих справ у Голлівуді та не надто цікавляться супергеройською діяльністю». В останньому випуску Justice Society of America #10 команда замість того, щоб розійтися, знову об'єднується для перших після повернення додому офіційних зборів Товариства.
Пізніше Алан разом з Гаєм Гарднером і групою супергероїв відправляється на Оа, на яку напав Хел Джордан, який збожеволів після руйнування Кост-сіті І називає себе Параллаксом. Алан зазнає поразки в бою з Хелом. Після битви Алан знаходить молодого художника, Кайла Райнера, який, як виявилося, успадковує кільце Зеленого Ліхтаря, і пояснює йому ситуацію з Джорданом Корпусом Зелених Ліхтарів. Під час подій Zero Hour Алан бореться з лиходієм Екстентом після того, як став свідком поразки та смерті своїх товаришів по команді від рук лиходія. Також зазнавши поразки, Алан передає кільце та ім'я «Зелений ліхтар» Кайлу. Пізніше кільце Алана було знищено Паралаксом.
На якийсь час сутність зоряного серця, ув'язнена всередині Алана, стала частиною його тіла, що дозволило супергероєві використовувати свої здібності без кільця; він бере собі псевдонім «Сентинель» і знову стає членом-засновником Товариства. Завдяки властивостям Зоряного серця Алан Скотт став набагато молодшим. Це призвело до того, що його дружина, Моллі, на яку ефект омолодження Зоряного серця не впливав, продала душу демону Нерону. В обмін на молодість пізніше Алан Скотт за допомогою Примарного Мандрівника і Затанни увійде в демонічну сферу, щоб з'єднати душу своєї дружини з її бездушним тілом.
Після перебування у сфері його біологічний вік був знову змінений — Алан Скотт став виглядати ближче до свого істинного віку. У битві з Мордру він знову починає використовувати псевдонім «Зелений ліхтар». Після він також повертається до свого оригінальному костюму, знову відтворює кільце і стає найстарішим державним діячем в Товаристві Справедливості та товаристві супергероїв в цілому. У серії Green Lantern: Rebirth Алан і його дочка Джейд допомагають членам Корпусу Зелених Ліхтарів, які вижили, Хелу Джордану, раніше одержимому древньою сутністю страху (Паралаксом), Джону Стюарту, Гаю Гарднеру, Кайлу Райнеру і Кіловогу впоратися з одержимим Паралаксом стражем Гансетом. Під час битви Алан слабшає через невдалі спроб Паралакса Гансета налякати його, як це сталося з Джорданом, Стюартом, Гарднером і Кіловогом. Не добившись результату, Паралакс вирішує вбити Алана, але Джордан, звільнившись від впливу Паралакса за допомогою Спектра рятує Алана.
Алан Скотт згадується під час подій Ранно-Танагарської війни — кільце Кайла Райнера розкриває, що він є почесним членом Корпусу Зелених Ліхтарів.

#### Infinite Crisisі52
Під час подій «Нескінченної кризи» Алан Скотт, Джейд і інші супергерої відправляються разом з Донною Трой в центр Всесвіту, щоб врятувати його від Олександра Лютора-молодшого. Попри те, що їхня місія вдалася і вони врятували Всесвіт, Джейд не вижила в битві. Через рік після нескінченної кризи Алан Скотт все ще досить молодий і сильний для свого дійсного віку. Він носить пов'язку на одному оці, який втратив під час нещасного випадку при Зета-телепортації. Хоч він і втратив дочку, в розмові з Кайлом Райнером Алан стверджує, що у нього ще залишилася сім'я — його близькі та друзі — і що Кайл теж частина його сім'ї.
Події випуску «Тиждень 4» суперсерії 52 розкривають, що Алан Скотт втратив око за 11 місяців до подій Checkmate #1, коли він і інші супергерої були оголошені зниклими. Адам Стрендж сподівався використовувати Зета-промінь для телепортації супергероїв якомога далі від просторово-часового спотворення, викликаного діями Олександра Лютора-молодшого, але замість цього спотворення розщепило промінь, через що супергерої отримали різного роду каліцтва при телепортації. У випуску «Тиждень 5» Алан відвідує родину Людини-звіря, щоб повідомити їм, що супергероя в космосі не було. Це дає Еллен Бейкер, дружині Людини-звіра, надію на те, що її чоловік все ще живий. У випуску «Тиждень 29» Алан, Дикий кіт і Флеш Джей Гаррік збираються на День подяки. Вони обговорюють інших членів ТСА, а також нову команду, Infinity Inc., членом якої була і загибла Джейд, донька Алана.
Після того, як Алан впав у кому в результаті бою з Джентльменом-духом він уявляє собі Джейд, яка прощається з ним і передає йому іншу частину своєї зеленої енергії. Прокинувшись, Алан виявляє, що замість відсутніх очей у нього тепер куля з зеленого полум'я, а він сам, завдяки зв'язку з цим полум'ям і Джейд, може відстежувати астральні тіла і містичні форми життя, як-от привидів.

#### One Year Later
Протягом наступного року Алан Скотт приєднався до організації «Шах і мат», як Білий король, а його друг, містер Терріфік — як його Білий слон. Незабаром після цього у нього виникають конфліктні відносини з Чорною королевою, Сашею Бордо, через насильницькі методи «Шаха і мату», особливо коли Саша і її люди вирізали дюжину солдатів Кобри при набігу на їхній притулок. На думку Саші Бордо, мета виправдовує засоби, в той час, як Скотт вважає, що герої не повинні вбивати, якщо в цьому нема потреби. Натомість Бордо вимагає у Скотта відставки. Паралельно даному конфлікту, Скотт і Біла королева (Аманда Воллер) намагаються перешкодити розпуску організації політичними силами.
Після піднесення Гога Алан об'єднується з членами Товариства Справедливості, які виступають проти занадто простого погляду Гога на світ. Однак, після зіткнення зі спілкою Справедливості з паралельного всесвіту, де його дочка Джейд жива, він стає одержимий пошуками способу воскресити свою дочку. Пізніше Пісочна людина дізнається, що Гог намагається злитися із Землею і, що якщо він продовжить намагатися ще добу, то Земля просто вже не зможе жити без нього. Решта членів Товариства прибувають, щоб відокремити голову Гога від Землі, що є єдиним способом врятувати планету. Інші члени Товариства намагаються захистити Гога, але тільки до тих пір, поки не помітили, як Гог нападає на одного з них. Тоді послідовники Гога, в тому числі й Магог, відмовляються від його благословення. ТСА перемагають Гога і відправляють його до Стіни Джерела, проте Алан більше не зможе побачити свою дочку.
У серії коміксів «Фінальна Криза» Алан очолив сили опору Дарксайд як один з супергероїв, які відповіли на Статтю X. У випуску Final Crisis #5 він захищає штаб-квартиру «Шаха і мату» у Швейцарії від сил Зрівнювачів. Попри те, що Донна Трой намагається надягнути на Алана шолом-зрівнювач, його рятує Людина-яструб.
Під час подій «Найтемнішої ночі» Алан і Товариство Справедливості протистоять воскреслим Чорним Ліхтарям у вигляді своїх мертвих товаришів і Кал-Ла Після того, як Джакім Тандер зазнав поразки, Алан Скотт поряд з іншими помістив його сили в спеціальну «Бомбу для Чорних Ліхтарів», яка зімітувала удар блискавки Джакіма і знищила всіх Чорних Ліхтарів у Нью-Йорку. У фінальній битві його дочка Джейд воскресла під дією сил білого світла.

#### Brightest Day
На початку подій кросовера Brightest Day Алан Скотт лежить на руках у свого сина, Обсидіана, і б'ється в конвульсіях, в той час, як з нього випливає зелене світло. Його тіло стало одержимим, після чого воно відлетіло, а товариші Алана бігли за ним аж до Німеччини. Там вони зустрічають Лігу Справедливості Бетмена і з'ясовується, що Джейд, яка весь цей час відновлювала сили на Оа. Повернулася на Землю на зеленому метеороїді, який, як виявилося, був тим самим Зоряним серцем, яке дало Алану сили. Себастьян Фауст пояснює, що Зоряне серце протягом довгого часу брало людей Землі під свій контроль. Тепер же, коли воно на Землі, воно створює сильніших, але водночас божевільних металюдей по всій планеті. Джейд пояснює, що Зоряне серце зловило її в космосі та навмисно принесло її на Землю, щоб знайти Алана, що все це — її вина і тепер її батько в небезпеці. У цей момент Алан прокидається і його костюм перетворюються в обладунки, ідентичні тим, що він носить в серії Kingdom Come, а сам Алан повідомляє супергероїв, що призначений для руйнування світу.
Стармен відправляється в космос, щоб знайти Алана і з'ясовує, що той побудував на Місяці власну фортецю. Перш ніж Стармен встигає кого-небудь попередити, Алан з'являється і вириває камінь, що надає Стармену здатності, залишаючи супергероя безсилим. Зоряне серце тим часом використовує свій вплив, щоб спокусити металюдей зі здатністю до магії або управління природними стихіями, тим самим приводячи світ в хаос. Зваживши, що для припинення хаосу Алан повинен померти, Бетмен використовує Міс Марсіанку, щоб телепатично зв'язатися зі Старменом і з'ясувати місце розташування Алана. Після цього Бетмен збирає ударний загін, що складається з нього, Джейд, Людини-години, Донні Трой, Джессі Квік і Містера Америки, бо тільки у них шанс потрапити під вплив Зоряного серця досить низький. Містер Чудо повідомляє, що Алан встановив у фортеці оборону з технологій Четвертого світу, після чого Містер Чудо пропонує свої послуги, як того, хто знайомий з цими технологіями. Він проводить їх по фортеці прямо до Алана, після чого Джейд використовує свої сили, щоб повернути батькові розум. Алан, прийшовши до тями від впливу Зоряного серця, вирішує не знищувати Смарагдове місто, ту саму фортецю, а дозволити стати будинком для різних чарівних істот з усіх куточків Всесвіту DC.
Після подій Найяскравішого Дня Алан і інші члени ТСА переслідують в Монумент-Пойнт металюдину-терориста Коса. В ході боротьби Коса ламає Алану шию. Як з'ясувалося, Коса був результатом експериментів в галузі генної інженерії, що проводяться в нацистській Німеччині, а завдання зловити Косу видав сам президент, при цьому припускаючи вбивство терориста. Однак Алан і Джей не змогли домовитися про конкретні дії, в результаті чого Косу залишили в живих. Доктор Мід-Найт з'ясував, що рани Алана від бою з Косою були такі, що спроба їх вилікувати енергією кільця знову дозволить Зоряному серцю взяти контроль над Аланом.
Джейд відвідує батька в смарагдовому місті, де той знаходиться, бувши прикутим до ліжка. Вона пропонує йому використовувати її здатності для того, щоб зцілитися. Однак Алан відмовляється, мотивуючи це тим, що не може дозволити Зоряному серцю завдати шкоди комусь із городян. Тим часом на місто нападає Екліпсо. На допомогу місту приходить Джессі Квік, метою якої було захистити Алана.
Пізніше ТСА б'ється з лиходієм Д'аркеном, який втік з в'язниці, що знаходиться під Монумент-Пойнт, і поглинув сили всіх металюдей-членів ТСА. В результаті д'Арк став занадто могутнім. Поки з ним боролися члени ТСА без суперсил або з магічними можливостями, було вирішено, що Зоряне серце є єдиною силою, здатною знищити д'Арк. У момент, коли сила Зоряного серця була вивільнена, тіло Алана згоріло через величезної кількості енергії. Згодом члени ТСА йдуть на похорон Алана і вірять, що він мертвий.

## Інші версії

### The New 52
Перезавантаження всього Всесвіту DC у 2011 році знову перекинуло Хела Джордана та Алана Скотта в різні всесвіти; Алан, знову ставши молодим главою компанії CGC, тепер існував на Землі-2 (паралельний всесвіт в рамках нового мультивсесвіту DC). 1 червня 2012 року DC Comics оголосили, що Алан Скотт буде представлений гомосексуалом. У випуску #3 показано його хлопця, Сема, якому Алан хоче освідчитися під час відпустки в Китаї. Однак перш ніж у нього з'явиться можливість це зробити, поїзд, на якому їхала пара, зазнає аварії. Тільки завдяки таємничому зеленому полум'ю Алан виживає і швидко виліковується. Голос з цього полум'я повідомляє йому, що щось жахливе, що загрожує всьому світу, викликало цю аварію і що Сем не вижив. Алан прагне помститися за Сема і захистити світ — зелене полум'я огортає Алана, перетворює кільце для заручин в кільце влади та одягає Алана в зелений костюм. Народжений заново як Зелений ліхтар, Алан Скотт допомагає іншим залишилися в живих і клянеться помститися за Сема. Дана версія Зеленого Ліхтаря Алана Скотта черпає свою енергію від містичної істоти, Зелені, яка пов'язує все органічне життя на Землі.

### Kingdom Come
В обмеженій серії коміксів Марка Вейда та Алекса Росса Kingdom Come Алан є єдиним Зеленим ліхтарем на Землі. Він живе на космічній станції «Нова Оа», що обертається навколо Землі, і використовує цю станцію як базу для запобігання інопланетним вторгненням; злочини людей його давно не цікавлять. Після того, як Супермен повернувся до супергеройської діяльності, Алан повертається до Ліги Справедливості, щоб подолати суперлиходіїв, які перетворюють Землю в хаос. Після того, як лиходів перемогли, Алан Скотт став членом Асамблеї ООН як посол суверенної держави Нова Оа.
У даній серії коміксів Алан Скотт носить костюм, розроблений на основі важких обладунків середньовічних лицарів. У подібному костюмі він з'являвся і в основній лінії коміксів тоді, коли він використовує надмірну кількість зеленої енергії.

### JSA: The Unholy Three
Інша версія Алана Скотта представлена в серії коміксів JSA: The Unholy Three. У цій версії Алан Скотт після Другої світової війни став працювати на спецслужби. Кільце сили Алана далоспецслужбам перевагу, бо за допомогою нього можна було визначити, бреше людина чи ні. Кільце, разом з лівою рукою Алана, було знищено Суперменом.

### Green Lantern: Evil's Might
У даній серії коміксів, випущеною імпринтом Elseworlds, Алан Скотт є лідером банди Темно-зелених (англ. Bowery Greens Алан Скотт краде чарівний камінь з властивостями, схожими на властивості кільця Кайла Райнера, а пізніше — ліхтар Кайла. У фінальній сутичці Алан вбиває Кайла, проте сам опинився в пастці всередині кільця Кайла.

### The Golden Age
The Golden Age, ще одна з серій коміксів імпринту Elseworlds, що належить DC Comics, показує Алана Скотта як підслідного в Комісії з розслідування антиамериканської діяльності. Причиною його арешту став той факт, що він відмовився передати Комісії кількох людей, яких вважали комуністами. У фінальній битві з Динаменом Джонні Квік називає Алана «великим хлопцем», маючи на увазі, що Алан був одним з найбільших героїв епохи (проте існує ймовірність, що Квік всього лише звернув увагу високий ріст Алана Скотта).

### Superman & Batman: Generations
Одна з версій Алана Скотта з'явилася в серії коміксів Superman & Batman: Generations. Згідно із сюжетом, кільце Алана Скотта дійсно колись було кільцем члена Корпусу Зелених Ліхтарів, яке він втратив на Землі багато років назад. Також було показано, що при першому використанні кільця Алана його вдарив дерев'яною битою незнайомець, підкравшись ззаду. Це змусило Алана думати, що його кільце має слабкість до дерева, і викликало провал в пам'яті (є просте пояснення, що відсилає до слабкості Корпусу Зелених Ліхтарів до жовтого кольору).

### 52
В останньому випуску суперсерії 52 показали новий Мультивсесвіт, спочатку складається з 52 ідентичних реальностей. Внаслідок поїдання реальностей Містером Розумом вона стає візуально схожою на докризову Землю-Два, включаючи Зеленого Ліхтаря та інших членів Товариства Справедливості. Справжні імена супергероїв цієї реальності ніколи не згадувалися, проте вигляд Зеленого Ліхтаря відповідає зовнішності Алана Скотта. Згідно з Грантом Моррісоном, дана реальність не є докризовою Землею-Два. У випуску Justice Society (vol. 3) #20 з'явилася Джейд з посткризової Землі-2 і здивувалася, побачивши батька живим і здоровим, бо в її реальності Алан Скотт був мертвим.

### Superman: Red Son
Алан Скотт з'являється в серії коміксів Superman: Red Son членом Морського Корпусу Зелених Ліхтарів.

## Сили та здібності
Алан контролює магічну силу Зоряного Серця — магічного об'єкту, одного разу захопленої Вартовими. Після знищення кільця певна його сила залишилася в тілі Алана, дозволивши створювати зелене полум'я і різні конструкції внаслідок сили волі, без кільця і без підзарядки від ліхтаря.
- Створення твердих об'єктів — Скотт може створювати просту зброю, пастки, гігантські руки, стіни;
- Довголіття — кільце додало Скотту вічне життя і його старіння підпорядковується його силі волі;
- Політ;
- Здатність проходити крізь тверді предмети;
- Гіпноз;
- Маніпуляції з енергією — імітація різних речовин, видів випромінювання або хвиль, здатність зусиллям волі створювати їх та маніпулювати ними;
- Невидимість;
- Захисне поле — здатність створювати енергетичне захисне поле навколо себе та інших об'єктів;
- Мімікрія — імовірно, може використовувати силу кільця, щоб переймати на час здатності інших героїв;
- Електромагнітна чутливість — здатність відчути коливання електромагнітних хвиль.

## Поза коміксами

### Телебачення
- В епізоді з двох частин «Легенди» мультсеріалу «Ліга справедливості» з'являється супергерой Зелений Охоронець (справжнє ім'я Скотт Мейсон). В епізоді його озвучив Вільям Кетті. Згідно із сюжетом Джон Стюарт і кілька членів Ліги потрапляють у паралельний всесвіт, де зустрічають Гільдію Справедливості Америки[en] (Образи всіх членів Гільдії засновані на образах членів Товариства Справедливості). Зеленого Вартового створили через повагу до Алана Скотта. Його кільце сили має слабкість до алюмінію.
- Алан Скотт з'являється в епізоді «абсолютне правосуддя» телесеріалу «Таємниці Смолвіля». У 1970-х він був главою неназваної телекомпанії та відомим супергероєм, поки його не заарештував уряд і, в прагненні розправитися з ТСА, що не звинуватило в шахрайстві. Алан, як і інші, був готовий визнати всі звинувачення, але його відпустили. Однак через те, що всі знали його, він був змушений залишити супергеройську діяльність. У XXI столітті Кларк Кент і Хлоя Салліван знайшли чорно-біле відео з Аланом (на руці помітно кільце сили) і його досьє. Про нього було мало що відомо, але Старґьорл[en] підтвердила, що він живий, і натякнула, що в нього є діти. Також в штаб-квартирі ТСА можна побачити його кільце і ліхтар у вітрині, а також зображення на загальному портреті. У коміксі-продовженні серіалу згадувалося, що Алан Скотт був членом Корпусу Зелених Ліхтарів.[25]
- В епізоді «Криза: 22 300 миль над Землею!» Серіалу «Бетмен: Відважний і сміливий» Алан Скотт разом з іншими членами ТСА з'являється на сторожовій Башті. Його озвучив Корі Бертон.
- Алан Скотт з'являється в епізоді «Людяність» мультсеріалу «Молода Справедливість». Його можна побачити в архівному записі з членами ТСА.
- У мультсеріалі «Зелений ліхтар», хоч він ніколи не з'являвся в ньому, про нього є згадка в епізоді «Паровий Ліхтар». Згідно зі словами Джила Брума (він же Паровий Ліхтар) його надихнув супергерой, на ім'я Зелений Ліхтар, який носив червоний одяг та кепі.

### Фільми
- Алан Скотт з'явився у вступних титрах анімаційного фільму «Ліга Справедливості: Новий бар'єр». Згідно з показаними кадрами він залишає супергеройську діяльність через конфлікт з урядом.
- У фільмі 2011 року «Зелений ліхтар» згадали особливу річ Алана Скотта в діалозі між Хелом Джорданом і Керрол Ферріс: «Так все працює через це чарівного кільця?», що відсилає до початкового погляду авторів коміксів на джерело сили Зелених Ліхтарів.

### Відеоігри
- Алан Скотт з'являється в грі DC Universe Online. Його озвучив Джейсон Фелпс.
- У грі Batman: The Brave and the Bold – The Videogame[en] є статуя Алана Скотта

### Роман
«Сплячі» — трилогія, автором ідеї якої є Майк Берон і яку написав Кристофер Прайест. Кожен том трилогії присвячений одному з втілень Зеленого Ліхтаря, в тому числі й Алану Скотту.

### Колекційні фігурки
У 2010 році вийшла колекція фігурок Wave 14 of Mattel's DC Universe Classics, в якій є також і колекційна фігурка Алана Скотта.

## Колекції коміксів про персонажа
- Golden Age Green Lantern Archives Vol. 1 (Green Lantern Vol. 1 #1 і All-American Comics #16-30)
- Golden Age Green Lantern Archives Vol. 2 (Green Lantern Vol. 1 #2-3 і All-American Comics #31-38)
- JSA Presents: Green Lantern (Green Lantern: Brightest Day, Blackest Night (one-shot); JSA: Classified #25, #32-33)
- Crisis on Multiple Earths: The Team-Ups Vol. 1 (Green Lantern Vol. 2 #40)
- Crisis on Multiple Earths: The Team-Ups Vol. 2 (Green Lantern Vol. 2 #45, 52)